# Pygaerina lugubris
Pygaerina lugubris är en fjärilsart som beskrevs av M.Gaede 1928. Pygaerina lugubris ingår i släktet Pygaerina och familjen tandspinnare. Inga underarter finns listade.